# Achrosis fulvifusa
Sabaria fulvifusa là một loài bướm đêm trong họ Geometridae.